# Virginsk vinterbær
Virginsk vinterbær (Ilex verticillata) er en mellemstor, løvfældende busk med en langsom, stivgrenet vækst. Ældre planter får dog efterhånden en mere afrundet krone. Blomsterne lugter stramt, men besøges af mange bier og humlebier. Bærrene er en vigtig vinterføde for standfuglene i Nordamerika.

## Beskrivelse
Barken er først olivengrøn til brunviolet, men senere bliver den mørkegrå med lyse barkporer. Nogle af de ældre grene afskaller barken i tynde flager. Knopperne er spredtstillede, meget små, knudeformede og lysebrune. 
Bladene er elliptiske til lancetformede med fint takket rand. Oversiden er mørkegrøn og blank, men rynket, mens undersiden er lysegrøn. Høstfarven er gul til orange. Blomstringen sker i april-juni, hvor man finder blomsterne samlet i små stande ved bladhjørnerne. De enkelte blomster er regelmæssige, men særbo, og 5-tallige med hvide eller grønlig-hvide kronblade. Frugterne er røde bær, som sidder i store mængder langs de unge grene til langt ud på vinteren (det gælder dog kun de hunlige planter).
Rodnettet er kraftigt og højtliggende, og det danner ofte rodskud. 
Højde x bredde og årlig tilvækst: 3,00 x3,00 m (20 x 20 cm/år).

## Hjemsted
arten er udbredt i Canada, i grænsestaterne, New England-staterne, og i det sydøstlige USA. Alle steder er planten knyttet til vådområder og sumpe. 
I højmoserne langs bredden af Michigansøen i Indiana, vokser den sammen med bl.a. alabamafluetrompet, kongebregne, amerikansk asp, amerikansk knapbusk, bukkeblad, fernisgiftsumak, filtet spiræa, Hypericum virginicum (en perikon-art), kragefod, kærmangeløv, pilekornel, rundbladet soldug, rød løn, Salix candida, Salix pedicellaris (pile-arter), storfrugtet blåbær, storfrugtet tranebær,  strandtrehage, sumpeg og sumprose
| Portal | Portal:Botanik |

## Note
1. ↑  Anthony L. Swinehart: The structure and composition of vegetation in the lake-fill Peatlands of Indiana (engelsk)